# Günther Schiedlausky
Günther Schiedlausky (* 28. November 1907 in Berlin; † 28. Mai 2003) war ein deutscher Kunsthistoriker und Museumsexperte am Germanischen Nationalmuseum.

## Lebenslauf
1934 schloss er sein Studium der Kunstgeschichte an der Universität Marburg mit einer Dissertation bei Kurt Steinbart über Martin Grünberg, ein märkischer Baumeister an der Wende vom 17. zum 18. Jahrhundert ab. Danach war Schiedlausky als Volontär an den Berliner Museen tätig, zunächst in der Skulpturensammlung, der damaligen Abteilung für Christliche Bildwerke. 1936 arbeitete er in Schlesien an einer Kunstdenkmälerinventur und ging mit einem Stipendium ein Jahr ans Kunsthistorische Institut Florenz. 1937 arbeitete er wieder in Berlin im Kupferstichkabinett der Staatlichen Museen und war anschließend wissenschaftlicher Mitarbeiter in der Skulpturensammlung. Die Einberufung zum Wehrdienst 1940 unterbrach die wissenschaftliche Karriere. Er wurde dem Einsatzstab Reichsleiter Rosenberg als Kunstexperte zugeteilt und war unter Kurt von Behr am NS-Raub von Kunstwerken in Frankreich beteiligt. Vom 3. November 1940 bis Dezember 1941 bereitete er in Paris unter seinem unmittelbaren Vorgesetzten Bruno Lohse zehn Sonderschauen für Hermann Göring vor, um dessen Raubinteressen zu erfüllen. Im April 1941 begleitete er den ersten Abtransport bedeutender Kunstwerke per Bahn aus Paris nach Deutschland. Er wurde der leitende Konservator des deutschen Depots, das auf verschiedene Orte verteilt war.  Bei Kriegsende 1945 verhinderten Schiedlausky und andere die befohlene Sprengung der eingelagerten geraubten Kunstwerke auf Schloss Neuschwanstein und in der Salzmine Altaussee. Im August erfolgte ein Verhör Schiedlauskys durch das amerikanische OSS, das dazu beitrug, die Herkunft vieler Kunstwerke zuzuordnen.
Nach seiner Entlassung aus der Kriegsgefangenschaft begann er 1951 mit ersten Publikationen über bergbauliche Phänomene in der Kunst und arbeitete ab 1953 als wissenschaftlicher Mitarbeiter im Bergbaumuseum Bochum. Ludwig Grote, Erster Direktor des Germanischen Nationalmuseums, holte ihn 1955 nach Nürnberg als Referent für das Kunsthandwerk des Mittelalters und der Neuzeit, verantwortlich auch für die Zunftaltertümer und die Judaica sowie für die Betreuung des seit 1959 vom Museum betriebenen Schloss Neunhof.
Ludwig Grotes Einrichtung der Sammlung im 1958 vollendeten Heuss-Bau (bis 1974) und vor allem die 1967 neu konzipierte Aufstellung der mittelalterlichen Kunst im Erdgeschoss des sogenannten Westkopfes fielen in die Amtszeit Schiedlauskys. Er war an Ausstellungen beteiligt, etwa 1962 "Barock in Nürnberg". In seiner Zeit lag der Erwerb des Echternacher Codex. Einer der wertvollsten Ankäufe war ein Satz einmaliger profaner Silberbecher des 14. Jahrhunderts. Bereits 1956 erschien in der »Bibliothek des Germanischen Nationalmuseums« der Band »Essen und Trinken. Tafelsitten bis zum Ausgang des Mittelalters« und 1961 »Tee, Kaffee, Schokolade. Ihr Eintritt in die europäische Gesellschaft«. Sie zeigen ein breites alltagsgeschichtliches Interesse. Arbeiten über eine der schönsten Nürnberger Goldschmiedearbeiten, den St. Martins-Pokal des Hans Beutmüller, und scheinbar randständige Erscheinungen wie Flohpelz, Bisamäpfel, Scherzgefäße, Zahnstocher oder den Spucknapf und die Studie »Kühlkugel und Wärmeapfel« bestätigten dies. 
1970 schied er aus dem Dienst aus und lebte in Seebruck. Spezielle Interessen galten der Silberschmiedekunst und der Goldschmiedekunst.
Sein Bruder war der SS-Arzt Gerhard Schiedlausky.

## Publikationen (Auswahl)
- Martin Grünberg, ein märkischer Baumeister an der Wende vom 17. zum 18. Jahrhundert. Dissertation 1934; erweiterte Ausgabe: Burg 1944.
- Essen und Trinken. Tafelsitten bis zum Ausgang des Mittelalters (= Bibliothek des Germanischen Nationalmuseums Nürnberg zur deutschen Kunst- und Kulturgeschichte. Band 4). München 1956.
- Tee, Kaffee, Schokolade – ihr Eintritt in die Europäische Gesellschaft. München 1961.
- Kühlkugel und Wärmapfel. Deutscher Kunstverlag, München/Berlin 1984.

## Belege
1. ↑   Michael H. Sprenger: Richard Hamann und die Marburger Kunstgeschichte zwischen 1933 und 1945, in: Jutta Held u. a. (Hg.): Kunstgeschichte an den Universitäten im Nationalsozialismus, Göttingen 2003, S. 70
2. ↑  Volker Knopf, Stefan Martens: Görings Reich. Selbstinszenierung in Carinhall, Links Verlag, Berlin 2006, S. 127
3. ↑  Günther Haase: Kunstraub und Kunstschutz, BoD 2008, S. 146 f

| Personendaten    | Personendaten             |
| ---------------- | ------------------------- |
| NAME             | Schiedlausky, Günther     |
| ALTERNATIVNAMEN  | Schiedlausky, Günter      |
| KURZBESCHREIBUNG | deutscher Kunsthistoriker |
| GEBURTSDATUM     | 28. November 1907         |
| GEBURTSORT       | Berlin                    |
| STERBEDATUM      | 28. Mai 2003              |